# Kriegsausstellung 1916 im Wiener Prater

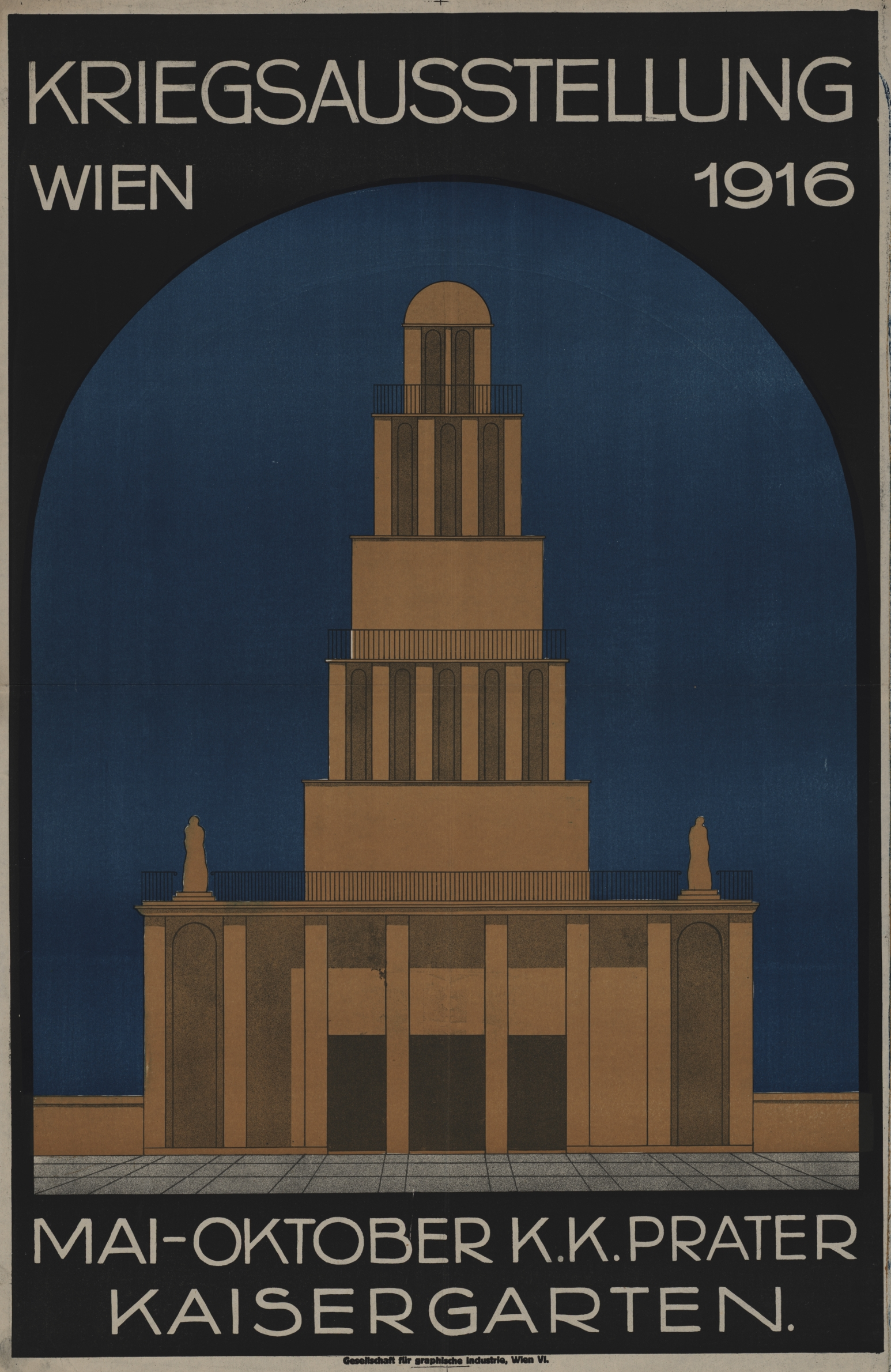
Plakat der Kriegsausstellung 1916

Die Kriegsausstellung im Wiener Prater wurde im Kriegsjahr 1916 von der österreichisch-ungarischen Monarchie veranstaltet. Diese Leistungsschau wurde von Seiten der Industrie und des Gewerbes im dritten Kriegsjahr des Ersten Weltkriegs ermöglicht.
Während bisherige Ausstellungen der Anbahnung wirtschaftlicher Beziehungen dienten, ermöglichte man mit dieser Ausstellung einen Einblick in die Kriegsführung und belehrte die Bevölkerung, wofür die Mittel, die dafür aufgewendet werden mussten, im Kriege gebraucht wurden. „Die Bevölkerung wird sich ein Bild über alles das machen, was mit dem Kriege in innigem Zusammenhang steht, und wenn überhaupt die Opferwilligkeit der Bevölkerung noch steigerungsfähig ist, ermutigt werden, bis zum Ende auszuharren.“
Die Ausstellung fand im Kaisergarten und der Gallitzinwiese des Wiener Praters statt und umfasste 25 Abteilungen. Große Mengen erbeuteter Trophäen der Kriegsfeinde, sowie Kampfmittel der Artillerie, Infanterie und der Marine wurden zur Schau gestellt. Es wurden ganze Schützengrabensysteme ausgehoben, um dem Publikum einen erlebbaren Eindruck des Frontlebens zu veranschaulichen. Die medialen Propagandamittel, wie Fotografie und Film, die im Ersten Weltkrieg zum ersten Mal verstärkt eingesetzt wurden, sowie Kunst und Kriegsliteratur umfassten eigene Abteilungen. Die Versorgung von Verwundeten und das damit verbundene Sanitätswesen, aber auch die Eingliederung der Kriegsinvaliden in die Gesellschaft wurden ebenfalls zur Schau gestellt.

## Die Gestaltung der Kriegsausstellung
Die Kriegsausstellung wurde auf einer Gesamtfläche von 50.000 Quadratmetern errichtet und beinhaltete 25 Abteilungen. Der österreichische Architekt und Professor an der Kunstgewerbeschule Wien Carl Witzmann erhielt den Auftrag zur Errichtung der Leistungsschau. Er war ein Schüler von Josef Hoffmann und hatte bereits Teile der Kunstschau 1908 eingerichtet. Für die Kriegsausstellung entwickelte er eine neue Form der Darstellung. Er entschied sich gegen das übliche System der einzelnen Pavillons und errichtete eine Aneinanderreihung geschlossener Hallen mit einem durchgehenden Promenadenweg, um ein Bild eines zusammengehörenden Ganzen zu schaffen. Im Gegensatz zu früheren Ausstellungen, die mit verschieden eingefärbten Wänden, Blumenarrangements, schweren, bunten Vorhängen und bühnenbildmäßigen Bauten dekoriert wurden, gestaltet Witzmann die Kriegsausstellung in sehr sachlicher und schlichter Art. Abteilungen, die über keinerlei Schauobjekte verfügten, wie zum Beispiel das Kriegsgefangenenwesen, wurden mittels Fotografie und Diorama veranschaulicht. Für die abendliche Unterhaltung wurden ein Kino mit 760 Sitzplätzen, ein Theater für 1.360 Zuschauer und gastronomische Angebote eingerichtet. Da die Gestaltung der Kriegsausstellung nicht rechtzeitig fertiggestellt werden konnte, verschob sich der Eröffnungstermin von Mai auf den 1. Juli 1916.

## Kritik an der Kriegsausstellung
Die verbündeten Staaten – das Deutsche Reich, Bulgarien und die Türkei – beteiligten sich ebenfalls an dieser gewaltigen Propagandaveranstaltung. Aufrufe an ungarische Betriebe die Ausstellung zu boykottieren, da diese lediglich österreichischen Wohltätigkeitszwecken diente und nur österreichische Persönlichkeiten an der Leitung dieser Ausstellung beteiligt waren, blieben erfolglos.
Im Vorfeld gab es auch Kritik von Seiten der Industrie am Zeitpunkt der Ausstellung, da es angesichts der Kriegssituation an Arbeitskräften zur Errichtung der Ausstellung mangelte. Im Kaisergarten mussten alle vorhandenen Baulichkeiten aus der Zeit von 1895, die noch vom Themenpark Venedig in Wien stammten, abgetragen werden, was von 250 russischen Kriegsgefangenen durchgeführt werden musste.
Während der Ausstellung sollte ein Orchester, welches aus einarmigen Musikern zusammengesetzt war, die künstlerischen Möglichkeiten aufzeigen, Kriegsversehrte wieder einzugliedern. Dies veranlasste Karl Kraus zu einer kritischen Stellungnahme an der Durchführung der Kriegsausstellung:

„Der ausgestellte Krieg! Ich würde eine Friedensausstellung besuchen, in der aber nichts zu sehen sein dürfte als aufgehängte Kriegsgewinner, die Helden des Geldkriegs, die, als das Vaterland rief, verstanden haben: Jetzt heißt es sich zusammenscharren! […] Die allerentsetzlichste Schaustellung eines »Prothesenorchesters« – welchen Clou wird die Antimenschheit noch ersinnen? – sollte ich betrachten und im grimmen Kontrast dazu die Versammlung jener anderen Künstler, die schlechte Maler geworden wären, auch wenn sie ohne Arme auf die Welt gekommen wären. Wie unnennbar ist das alles, wenn man sich nur vorstellt, daß es ausgestellt werden kann! […]“

## Einzelne Abteilungen

### Die Trophäenhalle
Den Hauptanteil an der Ausstellung bildeten die erbeuteten Kriegstrophäen, die in der Trophäenhalle ihren Platz fanden. Im Jahre 1916 stammten diese zu großen Teilen aus den russischen und serbischen Kriegsschauplätzen, während die Ausstellung nach der Wintersperre im Jahre 1917 hauptsächlich Trophäen von der italienischen und rumänischen Front darbot. Durch diese Zurschaustellung von Kampfmittel der Artillerie, Infanterie und Marine, wollte man die Niederlagen des Feindes im Kampfe verstärkt aufzeigen: „In die Millionen geht die Zahl der Kriegsgefangenen, Hunderttausende von Handfeuerwaffen und Tausende von Geschützen sind die stummen aber eindrucksvollen Zeugen unserer Siege. Wie eine Mauer aus Eisen und Stahl starren uns die Trophäen unserer sieggekrönten Armeen entgegen, trotzdem in der Trophäenhalle nur ein kleiner Teil der unermesslichen Siegesbeute repräsentiert ist, aber die gewaltige Fülle spricht hier für sich, es bedarf keiner ruhmredigen Worte.“ Es wurden aber nicht nur Kampfmittel als Trophäen ausgestellt, sondern auch Zeugnisse von Kapitulationen, wie ein Teil der weißen Flagge, welche die Übergabe der belgischen Festung Namur anzeigte. Um die Sprengkraft der Mörserbatterien unter Beweis zu stellen, wurden Stücke des Mauerwerkes der belgischen Festung Namur dem Publikum zur Veranschaulichung dargeboten. Weitere Trophäen der besonderen Art stammten aus Serbien: das Staatswappen aus der Skupschtina, dem serbischen Parlament in Belgrad, sowie der Thronsessel und das Rednerpult des Königs Peter I. Karadjordjevic.

### Artilleriewaffen
Wenn man die Trophäenhalle durchquert hatte, gelangte man in die Räume, in denen die Artilleriewaffen ausgestellt wurden. Empfangen wurde man von einem Standbild der heiligen Barbara, der Schutzpatronin der Artillerie. Das Herzstück der damaligen Artillerie war der 30,5-cm-M.11-Mörser, der aus Holz im Auftrag des Baron Skoda getreu nachgebildet worden war, da das echte Kriegsmaterial im noch immer stattfindenden Kampf benötigt wurde. Auf dieser Holznachbildung war folgende Inschrift zu finden:
Hier könnt ihr nur aus Holz mich seh’n.
Denn meine Kameraden.
Aus Erz geformt, im Felde steh’n.
Mit Stahlgeschoss geladen.
Die machen draussen ihre Pflicht! –
Dass meine ich erfülle.
Verschonet Eure Beutel nicht.
Schafft mir die Eisenhülle!

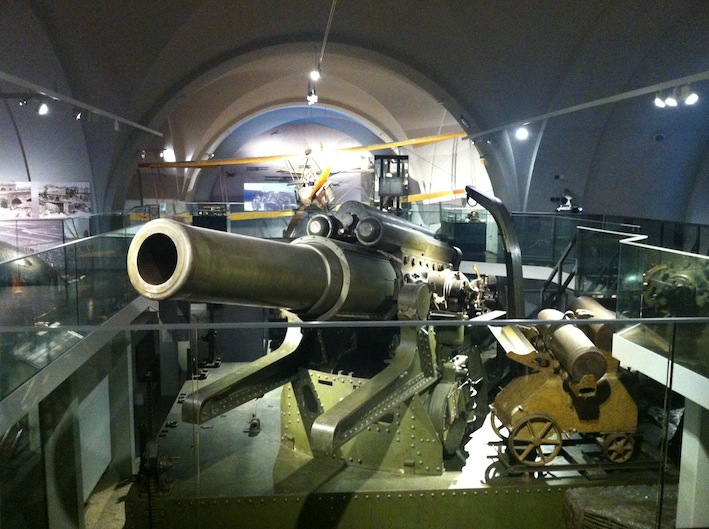
Dieser originalgetreue 30,5-cm-Mörser kann im Zuge der Ausstellung „Erster Weltkrieg“ im Heeresgeschichtlichen Museum von Wien betrachtet werden. Ein Holznachbau wurde 1916 in der Kriegsausstellung im Wiener Prater ausgestellt.
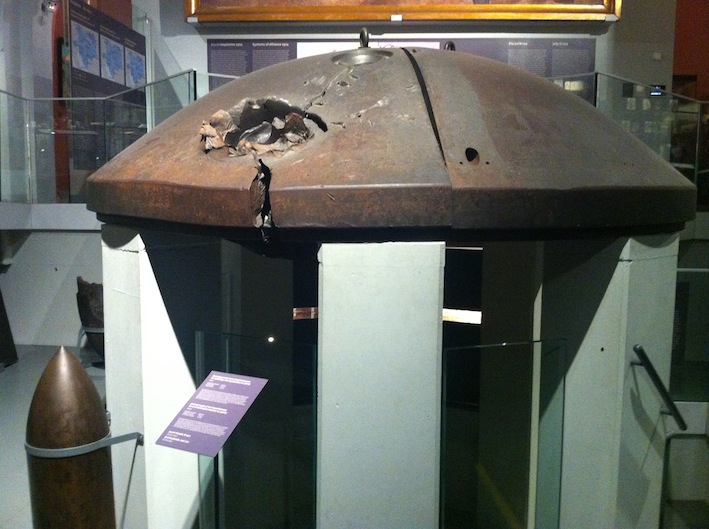
Diese Panzerkuppel mit Granateneinschlag kann im Zuge der Ausstellung „Erster Weltkrieg“ im Heeresgeschichtlichen Museum von Wien betrachtet werden. Diese Kuppel wurde (ohne Einschlag) im Lichterhof der Kriegsausstellung im Wiener Prater 1916 ausgestellt.

In einem anschließenden Raum konnte man die Entwicklungsstadien eines Kanonenrohres betrachten, sowie einen ausgestellten Gebirgstransport von Geschützen, dargestellt durch Tragetierpuppen, Rodeln und Karren. Die Enzesfelder Munitionsfabrik zeigte, wie ein Artilleriegeschoß entstand, und eine Zusammenstellung fast aller bei der Armee in Verwendung gewesener Artilleriegeschoßtypen und deren Patronen wurde ebenfalls hier zur Schau gestellt.

### Ausrüstung und Bekleidung
In dieser Abteilung wurde in erster Linie die Entwicklung der Uniformen des k. u. k. Heeres dargestellt. Bis 1907 waren bunte Uniformen gebräuchlich, die dann durch hechtgraue, an die Umgebung angepasste Uniformen für alle Fußtruppen ersetzt wurden. Ab 1915 wurden – nach dem Vorbild des deutschen Heeres – feldgraue Uniformen eingeführt, die eine noch größere Anpassung an den Feldboden und das grüne Gelände vorweisen konnten. Ebenso wurden glänzende Metallbestandteile, wie zum Beispiel Knöpfe, durch matte Materialien ersetzt.
Die Herstellung von Uniformen, also vom Tuch bis zur Fertigstellung, wurden mit Hilfe von einer Zuschneidemaschine, Nähmaschinen, Knopflochmaschinen und einer Bügelmaschine im Betrieb vorgeführt. Eine weitere Attraktion bot eine Maschine im Betrieb, die zum Weben von Ordensbändern verwendet wurde. Weitere Ausstellungsstücke waren Kälteschutzmittel, wie etwa Wolldecken und Bauchbinden, Schuhwerk der eigenen Armee und der Kriegsgefangenen, sowie alpine Ausrüstungsgegenstände, wie Skier, Eispickel und dergleichen.
Die Bekleidung von Millionen von Soldaten führte zu Engpässen in der Produktion von Textilrohstoffen, wie Baumwolle und Schafwolle. Man besann sich auf heimische Pflanzenfasern, wie etwa der Brennnesselfaser, welche von der Bevölkerung für die weitere Verarbeitung gesammelt wurde. Mischgewebe von Textilfasern und Papier wurden für die Herstellung von Säcken verarbeitet und die Kleidung der Zivilbevölkerung wurde aus sogenannter Kunstwolle gesponnen, eine Mischfaser aus inländischem Hanf und Flachs, sowie neuerlich versponnener alter Kleidungsstücke.

### Sanität und Invalidität
Eine weitere große Abteilung widmete sich der Sanität, der Versorgung, Pflege und Behandlung von Verwundeten und Kranken und dem dazugehörenden Transportwesen. Weitere ausgestellte Themenbereiche waren: Erkennung, Bekämpfung und Verhütung von Infektionskrankheiten, die Entlausung und Desinfektion, sowie die Trinkwasserversorgung. Die freiwilligen Sanitätsorganisationen, vor allem das Rote Kreuz, erhielten im Vergleich eine sehr begrenzte Ausstellungsfläche. Um die Hilfstätigkeiten des Österreichischen Roten Kreuzes im Gebirge, zur See oder im heimischen Hinterland darzustellen, wurden diese mit Hilfe von perspektivischen Darstellungen in volkstümlich-künstlerischen Bildern, mittels Diorama, vorgeführt. Kleinere Gegenstände der Sanitätsausrüstung wurden in einem Anschauungsunterricht vor Ort vorgeführt. In der Nähe der fachlichen Ausstellung befand sich der Propaganda-Pavillon der Österreichischen Gesellschaft vom Roten Kreuz. Hier sah man Propagandalektüre jeglicher Art, wie etwa Berichte über die Tätigkeiten des Roten Kreuzes, Flug- und Gedenkblätter und Abzeichen des Kriegshilfsbüros des Ministeriums für Inneres. In einer eigens eingerichteten Auskunftsstelle konnte man Anfragen bezüglich verwundeter und kranker Militärpersonen stellen. Eine Mitgliederanmeldestelle des Roten Kreuzes sorgte für weitere freiwillige Helfer.
Aufgrund der zahlreichen schwer verwundeten Soldaten wurde eine eigene Invalidenschule errichtet. Diese Schule umfasste Werkstätten für 35 Berufe, in welchen die Invaliden wieder arbeiten lernen sollten. Laut Erlass des Ministeriums für öffentliche Arbeit hatten die Absolventen der Invalidenschule die gleichen Rechte, wie die Schüler einer staatlichen Gewerbeschule. Da nahezu die Hälfte der Invaliden dem Bauernstand angehörte, wurde besonderes Augenmerk auf die landwirtschaftlichen Abteilungen gelegt.
Ein weiterer wichtiger Bestandteil bildete die Schule der Einarmigen. Hier wurden durchschnittlich 80 bis 100 Einarmige in der gewöhnlichen Verrichtung alltäglicher Dinge und dem Schreiben und Zeichnen unterrichtet. Nach Erlangung entsprechender Fertigkeiten, kamen diese zur weiteren Ausbildung in die Berufswerkstätten. Doppelseitig Armamputierte erhielten in der Prothesenwerkstatt ihre angefertigten Gliedmaßen und wurden in den notwendigen Verrichtungen des täglichen Lebens unterwiesen.
Die Tätigkeiten dieser Einrichtungen wurden auf der Kriegsausstellung mit Hilfe von Fotografien, statistischen Zusammenstellungen und der Ausstellung der angefertigten orthopädischen Apparate und Prothesen veranschaulicht. Zusätzlich konnte man die in den verschiedenen Werkstätten der Invalidenschule angefertigten Gegenstände betrachten.

### Kriegsgefangene
Um die Stärke des eigenen Heeres darzustellen, wurden auch die Kriegsgefangenen in der Ausstellung thematisiert. Das Gefangenenlager Grödig bei Salzburg wurde mittels Diorama veranschaulicht. Fotografien stellten Kriegsgefangenenlager in Russland (Sibirien), in Italien und in Österreich-Ungarn dar.
Mittels anthropologischer Messungen wurden zehn Gipsmasken von Univ.-Prof. Dr. Rudolf Pöch angefertigt, um naturgetreue Darstellungen der „interessantesten russischen Rassetypen“ ausstellen zu können. Diese wurden zusätzlich mit Fotografien untermauert.
Es wurden aber auch kunstgewerbliche Gegenstände der Kriegsgefangenen, die sie während ihrer Haftzeit erstellt hatten, ausgestellt. Diese Gegenstände wurden zu Gunsten des k. u. k. Kriegsfürsorgeamtes verkauft und konnten auch in einem eigens eingerichteten Pavillon der Kriegsausstellung erworben werden. Es handelte sich dabei um Holzschnitzereien, Musikinstrumente und Gegenständen des alltäglichen Haushaltes.

### Bauwesen
Da die vorhandenen Kasernen für die einrückenden Ersatzmannschaften des Heeres nicht ausreichten, mussten weitere Unterkünfte errichtet werden. Weitere Bauten mussten ebenfalls den hohen Anforderungen eines Krieges entsprechen. So wurden Arsenale, Munitions- und Pulverfabriken, Fabriken für Flugzeuge, Kraftwagen, Brücken- und Eisenbahnmaterial, aber auch Werkstätten, Montur- und Verpflegedepots sowie Magazine für verschiedene Kriegsvorräte errichtet. Für Verwundete und Kranke wurden Baracken-Spitäler gebaut. Um Seuchen vorzubeugen, wurden eigene Epidemiespitäler geführt. Rekonvaleszentenheime gewöhnten die Verwundeten und Kranken wieder in den Felddienst ein. Pferdespitäler kümmerten sich um kranke Tiere, um diese wieder für den Feldeinsatz bereit zu machen. Kriegsgefangene wurden in abgesonderte Lager untergebracht.
Die vorhandenen Straßen und Brücken waren nicht für den Reiseverkehr von schweren Kraftfahrzeugen und Geschützen ausgestattet, deswegen mussten diese fortlaufend ausgebaut und Instand gehalten werden. Um die Versorgung mit Trinkwasser zu garantieren, stellten eigens geschulte Mannschaften Tiefbohrbrunnen her. Ausgestellte Modelle, Pläne, Zeichnungen und Fotografien veranschaulichten die bautechnischen Anforderungen dieses Krieges.

### Kriegsgräberabteilung
Das k.u.k. Kriegsministerium widmete eine eigene Abteilung den Kriegsgefallenen, indem es Modelle, Architekturzeichnungen, Fotografien und Werkzeichnungen von Kriegsfriedhöfen ausstellte. Da es eine sehr große Anzahl an zu schaffenden Gräberstätten gab, wurden die meisten in sehr einfacher Art und Weise als idyllische Wald- und Gartenfriedhöfe angelegt.
„Die Ausstellung von Arbeiten der Kriegsabteilung des k. u. k. Kriegsministeriums bezweckt, die Öffentlichkeit über die Art der Gräberfürsorge in den Kampfgebieten auf österreichisch-ungarischem Gebiet zu unterrichten. Vor allem haben die Angehörigen der braven und heldenmütigen Soldaten, die für die Befreiung des Heimatbodens, für die Sicherung des Reiches und für den unvergänglichen Ruhm der österreichisch-ungarischen Armee ihr Leben hingeopfert haben, ein Anrecht darauf, zu erfahren, wie die heilige Pflicht der Pietät erfüllt, wie die Dankbarkeit des Vaterlandes gegenüber den gefallenen Kriegern bei der endgültigen Beisetzung ihrer sterblichen Hülle Ausdruck gegeben wird.“
Unterschieden wurde in Kriegerfriedhöfe, Massengräber und Einzelgräber. Die verstreut beerdigten Leichen aus den Kampfgebieten wurden gesammelt und in ausgewählten Friedhöfen beerdigt, auch um das Land für die Frühjahrsaussaat frei zu machen. Eine Angleichung der verwendeten Kreuztypen und Namenstafeln sollte die Zusammengehörigkeit der Grabstellen verdeutlichen.
Ein weiteres Thema stellte die Feldseelsorge dar. Hierbei wurden zwei leicht transportierbare Feldkapellen, welche auch in geöffnetem Zustand als Altar dienten, ausgestellt. Ein sogenannter Feldkapellentornister enthielt alle Gegenstände zum Lesen der heiligen Messe.

### Kunst und Kriegsliteratur
Das Armeeoberkommando gliederte dem k.u.k. Kriegspressequartier eine Kunstgruppe an, die vor Ort versuchte die kriegerischen Handlungen in Gemälden und der Bildhauerei darzustellen. Skizzen und Werke von Künstlern aus Galizien, Polen, Russland und dem Balkan wurden hier ausgestellt. Ein eigener Spezialkatalog dieser Kunstgruppe wurde vor Ort aufgelegt.
Die Abteilung der Kriegsliteratur war nach folgenden Gesichtspunkten gegliedert:
- Bücher und Dokumente zur Vorgeschichte des Krieges.
- Amtliche Berichte und diplomatische Aktenstücke über den Krieg.
- Allgemeine Kriegschroniken und Darstellungen des Kriegsverlaufes sowie Kriegskalender und Kriegsjahrbücher.
- Kriegsberichte und Schilderungen von Augenzeugen und Feldpostbriefe.
- Biografien von Heerführern und Helden.
- Militärwesen und Sanitätswesen.
- Politik, Wirtschaft und Finanzwesen im Krieg.
- Völkerrecht
- Religion
- Kriegskinderbücher
- Die schöne Literatur im Kriege:

1. Kriegsromane, Novellen, Erzählungen und Theaterstücke.
2. Kriegslyrik und Soldatenlieder.
3. Kriegshumor und Anekdoten.

### Im Felde
Hier bot man der Bevölkerung die Möglichkeit, die Verhältnisse in einem Schützengraben zu erkunden.
Der erste Teil bildete ein Verteidigungssystem ab, bestehend aus einem Stützpunkt, sowie einer ersten und einer zweiten Verteidigungslinie. Ebenfalls umfasste es ein System von Verbindungs- und Verkehrsgräben. Weiters wurden gezeigt: Drahtschutzgeflechte gegen Handgranaten, Minenwerfer, Scheinwerfer, Maschinengewehre, ein in das Hindernis vorgeschobener Horchposten, eine Minenkammer mit Minengängen, ein Offiziersunterstand, Mannschafts- und Munitionsunterstände, sowie eine Telefonzentrale.
Der zweite Teil der Kampfstellung veranschaulichte die Verhältnisse auf dem Karstplateau der Südwestfront. Es wurden Felseinbauten mit dazugehörenden Unterkünften und einer Felsküche zur Veranschaulichung angelegt. Durch eine Karstschlucht gelangte man dann zur Karstoberfläche, wo ein System von Kommunikations- und Schützengräben erbaut wurde. Von hier aus hatte man einen Überblick über die gesamte Kampfanlage. Ein Unterstand zeigte die Tätigkeiten hinter der Front. Man zeigte eine Felddruckerei, in der die täglichen Abendausgaben der „Tiroler Soldatenzeitung“ gedruckt und verkauft wurde.
Zur Unterhaltung des Publikums gab es im Vorfeld eine Bierausschank und Speisen aus einer Fahrküche, die Gulaschkanone. Hinter der Front befand sich dann noch eine, in einem Unterstand, untergebrachte Labestation, mit einer Heurigenschank in Form einer Buschenschenke.
Ein Grundrissplan der Gesamtanlage wurde in einem eigenen Pavillon während der Ausstellungszeit an das Publikum verkauft.